# Домокос (дим)
Домоко́с (греч. Δήμος Δομοκού) — община (дим) в Греции. Административно относится к периферийной единице Фтиотида в периферии Центральная Греция. Население 11 495 человек по переписи 2011 года. Площадь 708,897 км². Плотность 16,24 человека на км². Административный центр — Домокос. Димархом на местных выборах 2019 года избран Хараламбос (Бабис) Льолиос (Χαράλαμπος Λιόλιος).
Община Домокос создана в 1947 году (ΦΕΚ 32Α). В 1997 году (ΦΕΚ 244Α) к общине присоединён ряд населённых пунктов. В 2010 году (ΦΕΚ 87Α) по программе «Калликратис» к общине Домокос присоединены упразднённые общины Ксиньяс и Тесалиотис.